# Jean Loos
Jean Loos (né en 1913 et mort le 25 juillet 2005 à Liège) est un entraîneur belge de football.
Il a entraîné le Royal FC Liégeois pendant les années 1950. Avec lui, les Sang & Marine ont dominé le championnat de Belgique. Le club liégeois a été champion deux années de suite : en 1952 et 1953. 
Il a eu sous sa direction des joueurs remarquables tels que José Moes, Louis Carré, Paul Dechamps ou Léopold Anoul.
Jean Loos a également été un résistant. Il est décoré de la Croix de Guerre et de la Croix des Évadés.